# NOMAD (デジタルオーディオプレーヤー)
NOMAD（ノマド）は、クリエイティブが製造販売を行っているデジタルオーディオプレーヤーのシリーズ。フラッシュメモリ記録型からマイクロドライブ（HDD）記録型までラインナップが豊富。
特に、1インチのマイクロドライブを他社に先駆けてデジタルオーディオプレーヤーに採用し、デジタルオーディオプレーヤーを流行させるきっかけにもなった。

## 製品

### 初期モデル

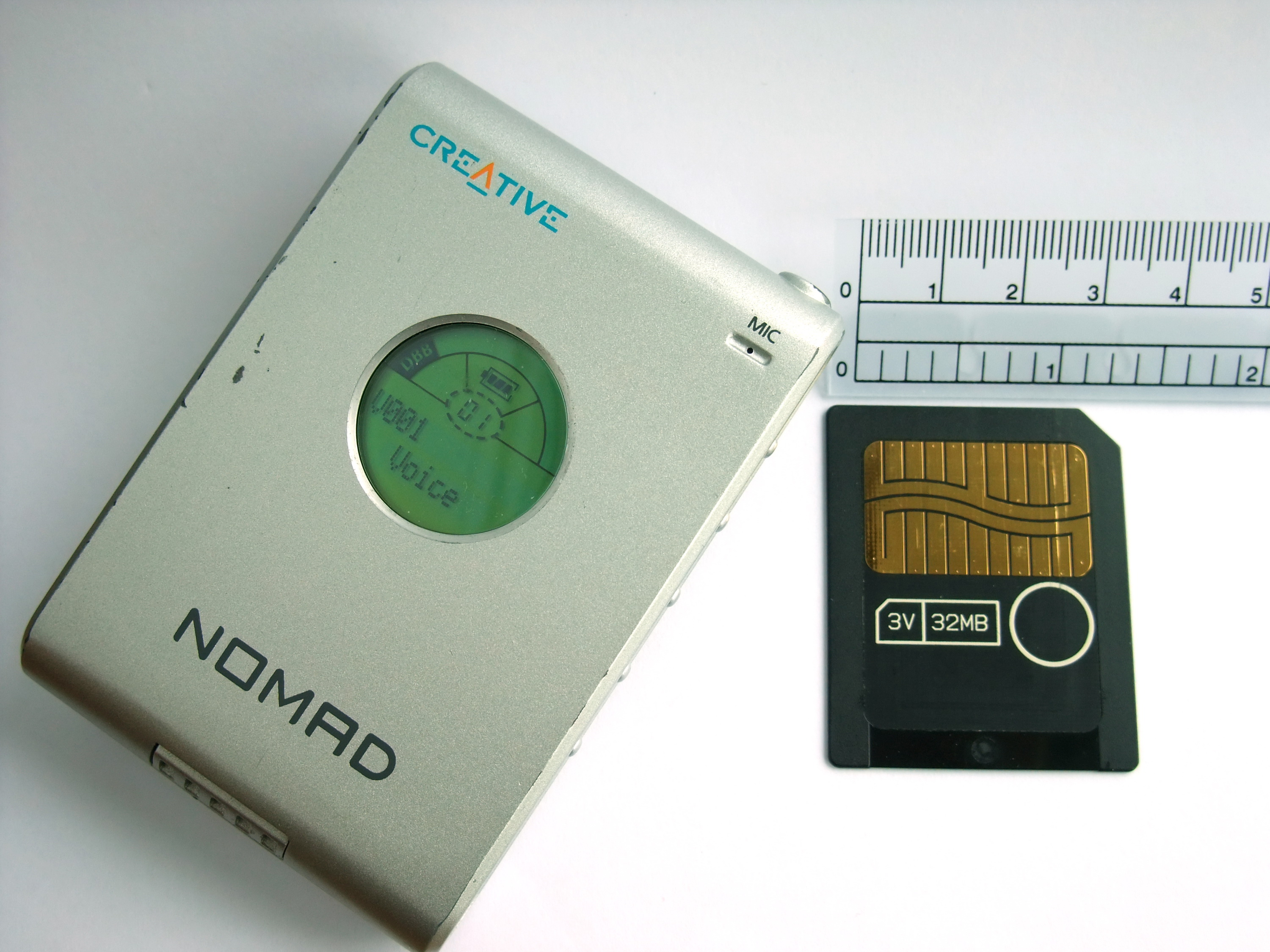
NOMADとスマートメディア

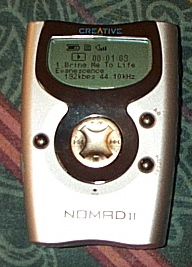
NOMAD II

- NOMAD
1999年6月発売。価格は34,800円。
Digital Way Mpio MP10のOEM。
MP3の再生、FMラジオ、ボイスレコーダ機能を有する。
接続はパラレルポート経由で行う。
容量は内蔵メモリ32MBと外部メモリとしてスマートメディアが32MBまで対応している。
バッテリーは単4電池2本で8時間駆動。

- NOMAD II Sports
2000年2月発売。価格は、26,800円(32MBスマートメディア付属モデル)、38,800円(64MBスマートメディア付属モデル)。
新たにWMAの再生やSDMIに対応した。
接続はUSB経由で行うようになった。
- NOMAD II MG
2000年7月発売。価格は44,800円。
内蔵メモリ64MBに外部メモリとしてスマートメディアが使用可能である。

- NOMAD IIc
2001年4月発売。価格は18,800円
NOMAD II Sportsの廉価版で内蔵メモリ32MBに外部メモリとしてスマートメディアが64MBまで対応する。

### Digital MP3 Playerシリーズ
- Digital MP3 Player
2001年11月発売。価格は8,900円。
内蔵メモリ32MBに外部メディアはMMCが最大64MBまで対応する。
廉価版のためディスプレイは搭載されておらず、WMAも未対応である。

- Digital MP3 Player 2
2002年6月発売。価格は11,800円(32MB)、14,800円(64MB)
Digital MP3 Playerとは異なりディスプレイ搭載、WMA対応になった。

- Digital MP3 Player LX100 / LX200 / MX100 / MX200
2003年6月発売。
USBマスストレージクラスに対応し、エクスプローラから曲が転送可能。
リチウムイオンバッテリを内蔵し、最大10時間再生可能。
LXとMXの違いはMAC OSに対応しているかどうかの差で、MXはMAC OSに対応している。
MP3とWMAの再生に対応しており、ADPCM形式でのボイスレコーダ機能も有している。

- Digital MP3 Player FX100 / FX200
USBマスストレージクラスに対応し、エクスプローラから曲が転送可能。

### MuVoシリーズ
フラッシュメモリモデルおよびマイクロドライブのモデルを有するブランドで、USBマスストレージ対応でエクスプローラから直接曲を転送できるのが特徴である。後にMuVoシリーズとして独立。
- NOMAD MuVo
2002年7月発売。64MBと128MBモデルが発売された。
USBメモリとして動作する「MuVo Memory」と、電池パックの2ピース構造を採用している。
MP3とWMAに対応しておりDRM付きのWMAは再生できない。
単4電池1本で最長12時間再生可能。

- NOMAD MuVo NX
2003年8月発売。128MBと256MBモデルが発売。
初代MuVoと同様に2ピース構造を採用している。
単4電池1本で最長11時間再生可能。

- NOMAD MuVo2
2003年10月に1.5GBモデル発売。2004年1月に4GBモデルを追加。
初のマイクロドライブ対応。
リチウムイオンバッテリーで連続10時間再生(4GBモデルは14時間)。
DSPにはZen Xtraと同じTexas Instruments TMS320 DA255GHHが使われ、Muvoシリーズでは唯一Jukeboxシリーズに似たハードウェア設計となっている。

- NOMAD MuVo TX
2004年3月発売。128MBと256MBモデルが発売。
MuVo NXのUSB2.0に対応版。
単4電池1本で最長14時間再生可能。

### Jukeboxシリーズ

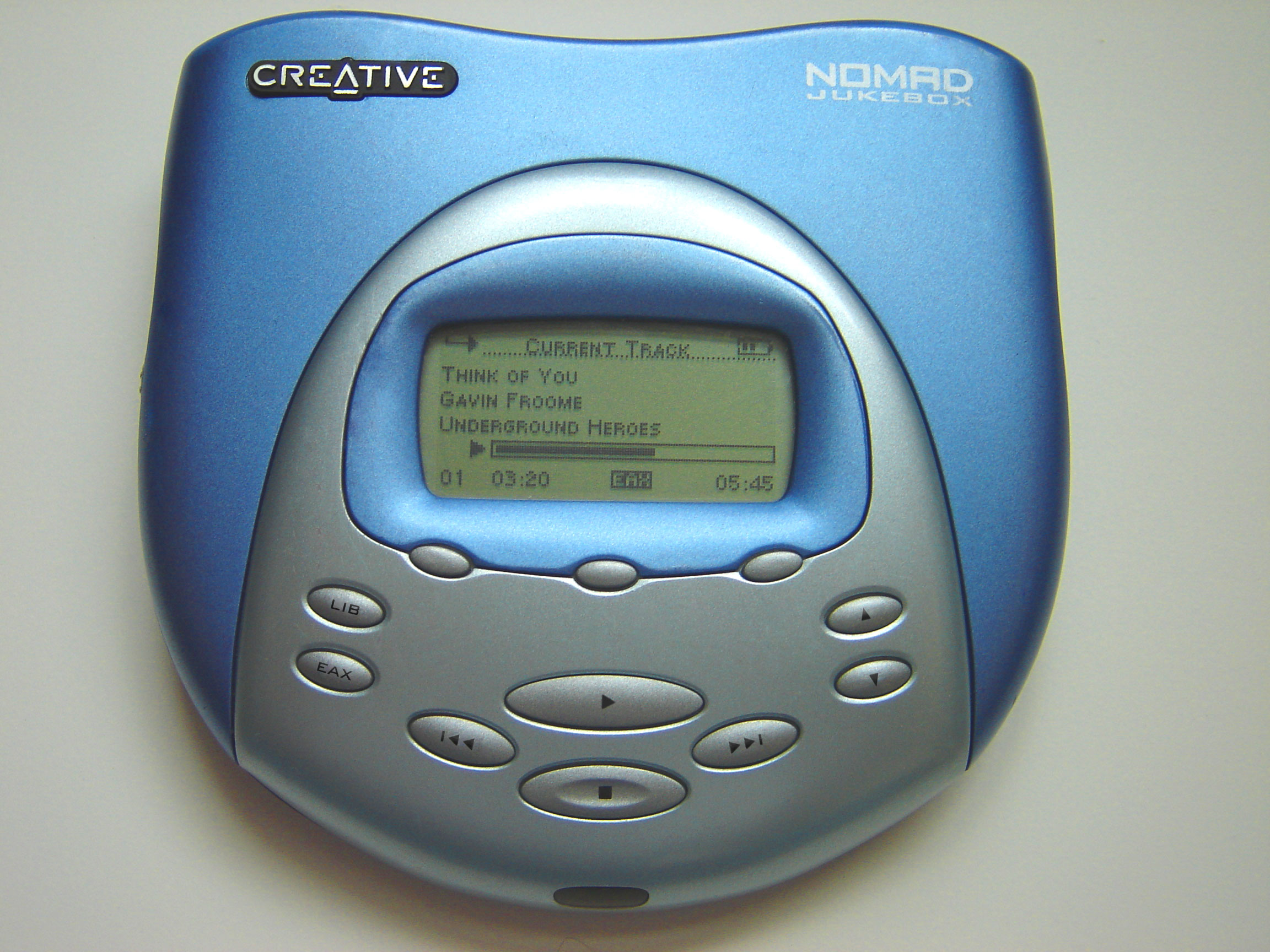
NOMAD Jukebox

HDDを搭載したシリーズで、ZENに引き継がれた。音楽ファイル転送時には基本的に専用のソフトが必要なのが特徴である。

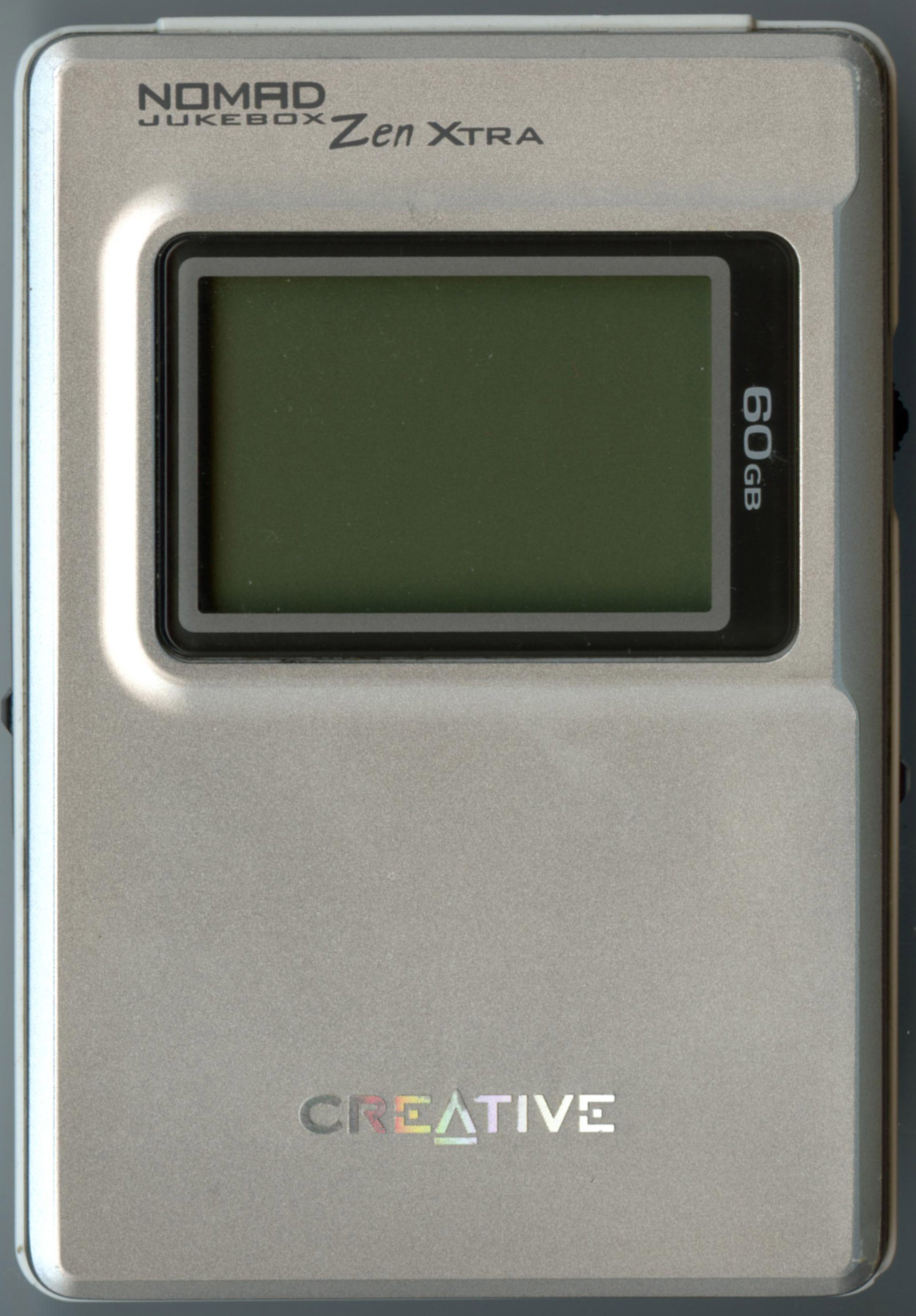
ZEN Xtra

- NOMAD Jukebox
2000年9月発売で、価格は59,800円
6GBのHDDを搭載しており、MP3とWAVE形式のファイルの再生に対応している。
単3電池4本で4時間再生可能。
SoCにはCirrus LogicのEP7212、DSPにはTexas InstrumentsのTMS320VC5410-100が使用されている。

- NOMAD Jukebox 3
2002年4月発売。
20GBのHDDを搭載。
IEEE1394に対応し、光デジタル入出力を備える。
エフェクト機能としてEAXに対応。
SoCにはTexas InstrumentsのTMS320が、DACはヘッドホンジャックとLine Outジャックでそれぞれ異なったDACが使用されており、PhillipsのUDA1380TT、UDA1352HLが使用されている。

- NOMAD Jukebox ZEN(CNJBZxxF)
2002年9月に発売(10GB)。12月に20GBを追加、2003年1月に40GBが追加された。
10GBのHDDを搭載し、USB1.1ちIEEE1394に対応する。
MP3、WAV、WMA(DRMは9まで)対応。
内蔵リチウムイオンバッテリーで最大約12時間連続再生可能。
エフェクト機能としてEAXに対応。

- NOMAD Jukebox 2
2002年12月発売。
MP3、WAVに加えてWMAに対応し、またUSB2.0にも対応した。
10GBのHDDを搭載。
専用のリチウムイオン電池で連続再生16時間再生可能。

- NOMAD Jukebox ZEN(CNJBZxxU)

2003年1月発売。CNJBZxxFからiEEE1394端子を削除し、USB2.0機能を追加したモデル。2.5インチHDD20GBモデル、6月に60GBモデルが追加された。
- NOMAD Jukebox ZEN NX
2003年8月発売。
20GBと30GBモデルが発売。
バッテリーが着脱可能なものに変更になった。

- NOMAD Jukebox ZEN Xtra
2003年10月発売。
NOMADシリーズで唯一MTPに対応するプレイヤー。
容量は60GBで液晶画面が従来モデルの1.5倍大きくなった。

## マイクロドライブの問題点
マイクロドライブの発売当時、需要が限定的なため高価だった。対して本製品のマイクロドライブ搭載モデルは、マイクロドライブ単体よりも安価に入手できたため、筐体から取り外すために購入するという行為が問題視された。特にMuVo2の4GBモデルが発売された当時には、マイクロドライブを取り外した後の外装部分が大量にオークションに出回る事になった。
これはマイクロドライブをデジタルカメラ等で使用するのが目的だったため、バッテリーケース内にある1つのネジの真上に「製品の開封防止ステッカー」という小さい円形のステッカーを貼る対策が施された。分解を行うためには、このステッカーを剥がしてドライバーでネジを回す必要があり、これを行うと一切のメーカーサポートが受けられなくなるという契約が込められた。しかし最初からオーディオとしての利用目的ではなく、デジタルカメラへの流用目的で購入した者は気にすることなく、このステッカーを剥がして分解して取り出していた。このことを菓子の廃棄が社会問題化した1970年代前半の仮面ライダースナックや1980年代後半から1990年代前半までのビックリマンチョコ、果ては2010年代のAKB商法になぞらえる向きもあった。
後期ロットでは、デジタルカメラでは使用できないタイプのドライブが搭載されるようになった。